# Чемпіонат України з настільного тенісу 2010
Чемпіонат України з настільного тенісу 2010 року — особисто-командна першість України з настільного тенісу, що відбулась з 3 по 6 березня 2010 року в місті Донецьку під егідою Федерації настільного тенісу України (ФНТУ).
Змагання проходили в спортивному комплексі настільного тенісу «НОРД».

## Переможці
- Командна першість. Чоловіки:

1. Львівська область (Дідух Віктор, Бердник Павло)
2. Дніпропетровська область (Рубан Микита, Писарь Дмитро)
3. Донецька область

- Командна першість. Жінки:

1. Харківська область (Сорочинська Тетяна, Ганна Гапонова, Татьяніна Тетяна).
2. Львівська область (Моцик Ірина, Карликова Марія)
3. Херсонська область

- Особиста першість. Чоловіки:

1. Лей Коу
2. Жмуденко Ярослав
3. Рубан Микита, Прищепа Євген

- Особиста першість. Жінки:

1. Трифонова Поліна
2. Моцик Ірина
3. Іонова Аліна, Алєксєєнко Наталія

- Парний жіночий розряд:

1. Алєксєєнко Наталія — Моцик Ірина
2. Трифонова Поліна — Васильєва Євгенія
3. Жмуденко Яна — Іонова Аліна, Фарладанська Ганна — Карликова Марія

- Парний чоловічий розряд:

1. Жмуденко Ярослав — Дідух Віктор
2. Катков Іван — Закладний Геннадій
3. Рубан Микита — Писарь Дмитро, Прищепа Євген — Єфімов Віктор

- Парний змішаний розряд:

1. Жмуденко Ярослав — Жмуденко Яна
2. Прищепа Євген — Васильєва Євгенія
3. Закладний Геннадій — Рибка Анастасія, Дідух Віктор — Моцик Ірина